# Montalet-le-Bois
Montalet-le-Bois – miejscowość i gmina we Francji, w regionie Île-de-France, w departamencie Yvelines.
Według danych na rok 1990 gminę zamieszkiwały 244 osoby, a gęstość zaludnienia wynosiła 81 osób/km² (wśród 1287 gmin regionu Île-de-France Montalet-le-Bois plasuje się na 962. miejscu pod względem liczby ludności, natomiast pod względem powierzchni na miejscu 813.).